# Опорний гірничий тиск
Опорний гірничий тиск (рос. опорное горное давление, англ. abutment pressure,  bearing rock pressure,  end pressure; нім. Kämpferdruck m) – тиск покривних гірських порід на масив і цілики корисної копалини, закладальний масив, кріплення, обвалені породи або оточуючий породний масив, що виникає внаслідок перерозподілу напруженого стану масиву гірських порід поблизу контуру штучно або природно створеної в ньому порожнини. Являє собою нормальні до пласта стискуючі напруження, що діють по всьому периметру оголення (т. зв. опорний контур) і створені сумісною дією реакцій від ваги покриваючої породної товщі і сумою вигинаючих моментів порід, що зависають над виробленим простором або ін. порожниною.

## Актуальність вивчення опорного гірничого тиску
Вивчення питань прояву О.г.т. набуває особливого значення із застосуванням довгих очисних вибоїв при розробці покладів корисних копалин (також світ пластів), у тому випадку, коли було виявлено значний вплив О.г.т. на характер поведінки порід, ефективність управління покрівлею в очисних вибоях, вибір параметрів кріплення очисних і підготовчих виробок, віджим (видавлювання) вугілля, прояви раптових викидів та гірничих ударів, здимання гірських порід і т. ін.
О.г.т. змінюється в просторі і в часі за складною картиною. При рівномірному русі очисного вибою виділяють передню І, задню II та бічні III (за падінням та підняттям пласта) зони О.г.т. (див. рис.).

## Механізм утворення
Механізм утворення О.г.т. в окремих зонах різний. Наприклад, у передній зоні дія О.г.т. обумовлена динамікою зависань порід покриваючої товщі на великих площах поблизу вибою, а в бічних зонах при достатньому їх віддаленні від вибою цей чинник відсутній. Динаміка О.г.т. у передній зоні виражена найчіткіше. Посування очисного вибою викликає переміщення і зміни всіх зон О.г.т. поблизу вибою, але на достатній відстані від нього залишаються деякі з них, що зберігають відносно стабільний стан тривалий період. У міру збільшення прольоту товщі порід, що зависають, інтенсивність О.г.т. і, як правило, ширина його передньої зони зростають, а його максимум все більш наближається до вибою (краю масиву, цілика). Аналогічна карти-на спостерігається і при збільшенні глибини розробки. Інтенсивність і характер розподілу О.г.т. суттєво змінюється по мірі деформації крайової зони у часі внаслідок її роздавлювання. Останнє приводить до відповідного збільшення прольоту порід покрівлі і, отже, до зростання інтенсивності і ширини передньої зони О.г.т. При цьому максимум О.г.т. переміщується в напрямку від вибою. Параметри О. г. т. не стабільні і по мірі посування вибою змінюються у значних межах. Так, ширина передньої зони О. г. т. може бути від 20 до 250 м, а відстань від вибою до максимуму О. г. т. — від 0 до 15 м і більше. Ширина бічних зон О. г. т. змінюється від 15 до 30 м.